# 1994 en Allemagne
Chronologie de l’Allemagne
- 1990
- 1991
- 1992
- 1993
- 1994
- 1995
- 1996
- 1997
- 1998

Cet article traite des événements qui se sont produits durant l'année 1994 en Allemagne.

## Gouvernements
- Président : Richard von Weizsäcker jusqu'au 30 juin, puis Roman Herzog à partir du 1er juin
- Chancelier : Helmut Kohl

## Événements

### Février
- 10–21 février : la Berlinale 1994, c'est-à-dire le 44e festival du film international de Berlin, se tient

### mars
- 9 mars : la fusillade de la cour d'Euskirchen se produit

### juillet
- 28 juillet : le vol d'art de Frankfurt (en) se produit avec le vol de deux tableaux au Schirn Kunsthalle (en)

## Élections
- 23 mai : Élections présidentielles
- 12 juin : Élections européennes en Allemagne
- 16 octobre : Élections fédérales
- 16 octobre : Élections législatives régionales en Mecklembourg-Poméranie-Occidentale

## Décès
- 21 février : Johannes Steinhoff (né en 1913), un militaire, as de la Seconde Guerre mondiale
- 3 octobre : Heinz Rühmann (né en 1902), un acteur